# Algorfa
Algorfa ist eine spanische Gemeinde (municipio) in der Provinz Alicante mit einer Bevölkerung von 3.684 Einwohnern (Stand: 2024). 

## Lage
Algorfa liegt etwa 40 Kilometer südwestlich von Alicante und etwa 30 Kilometer ostnordöstlich von Murcia in einer Höhe von ca. 25 m. Das Mittelmeer liegt in etwa fünfzehn Kilometern östlicher Richtung. Der Río Segura begrenzt die Gemeinde im Norden.

## Geschichte

### Bevölkerungsentwicklung
| Jahr      | 1970 | 1981 | 1991 | 2001 | 2011 | 2021 |
| Einwohner | 968  | 1068 | 1093 | 1507 | 4625 | 3396 |

## Sehenswürdigkeiten

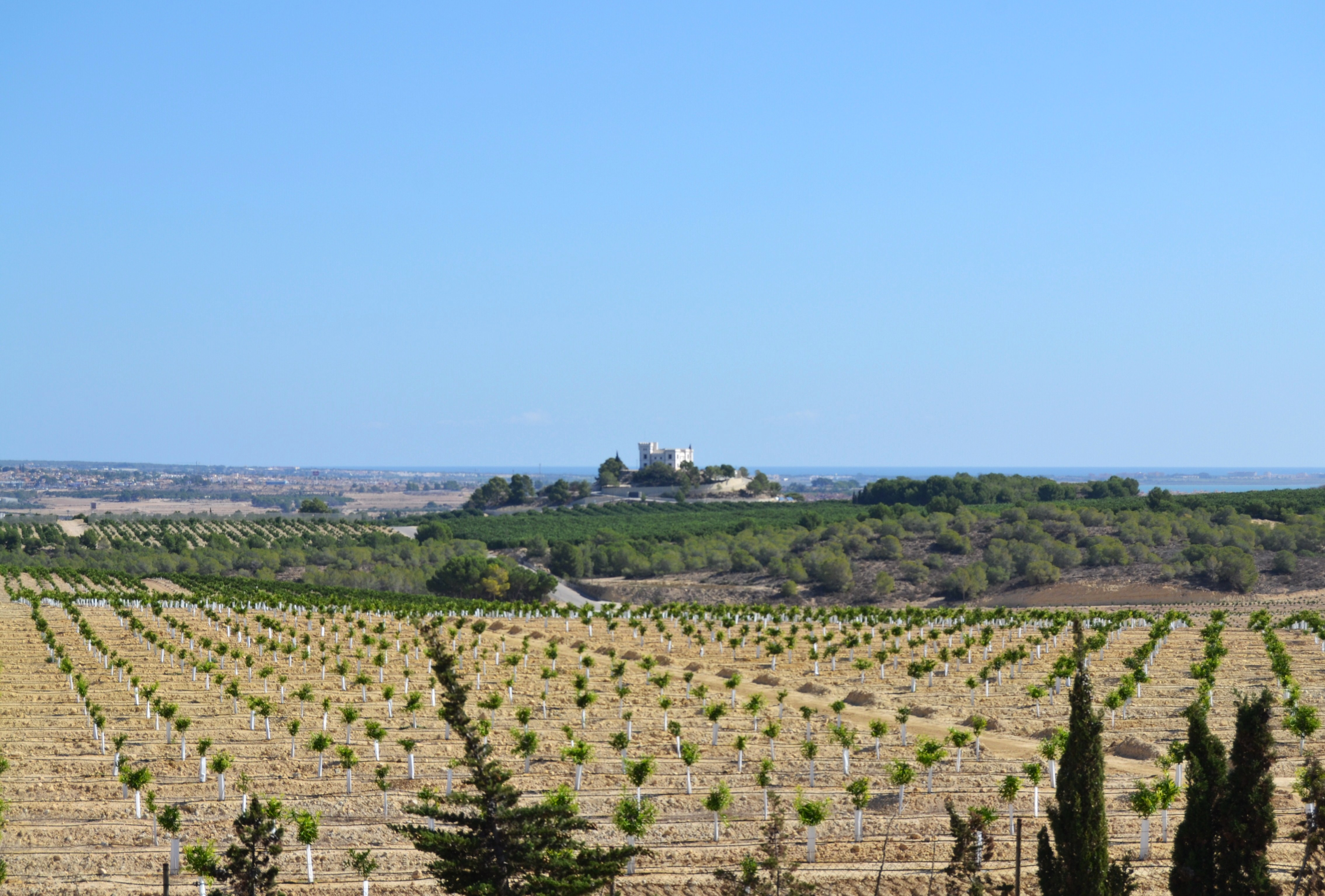
Burg von Montemar
- Kirche Unsere Liebe Frau vom Berg Karmel (Iglesia de Nuestra Señora del Carmen)
- Rathaus

- Burg von Montemar

## Gemeindepartnerschaften
Mit den französischen Gemeinden Condezaygues, Fumel, Montayral, Monsempron-Libos und Saint-Vite im Département Lot-et-Garonne (Neuaquitanien) bestehen Partnerschaften.